# Escova dental elétrica

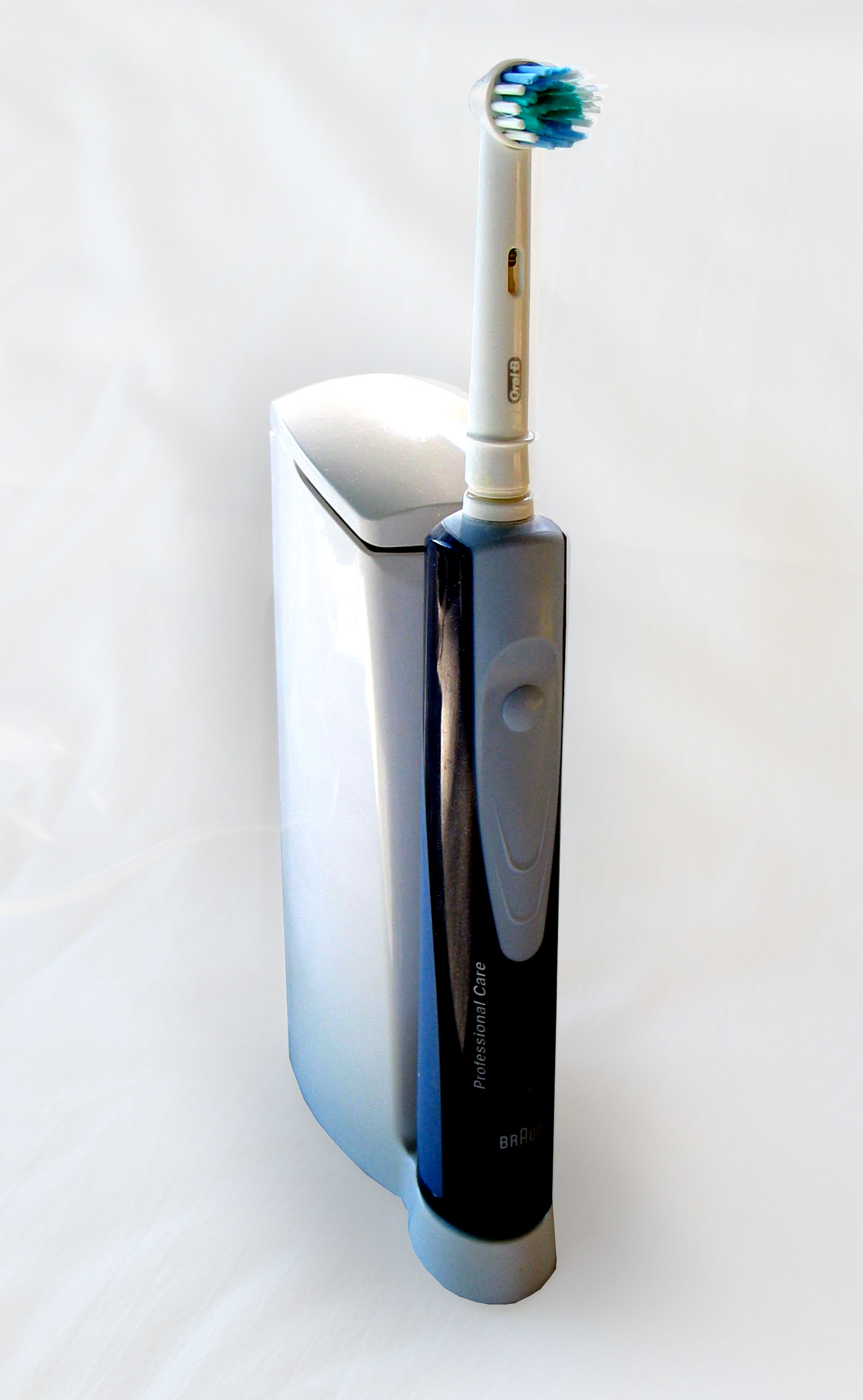
Escova de dentes elétrica

Escova dental elétrica é uma escova de dentes que faz movimentos rápidos, automáticos das suas cerdas, ou a oscilação para trás e para a frente ou a rotação oscilatória (onde a cabeça da escova alterna a rotação horária e anti-horária), a fim de limpar os dentes. Modelos oscilantes são mais comuns, apesar do facto de que estas escovas são freqüentemente chamadas de escovas rotativas.  Movimentos em velocidades sônicas ou abaixo são feitas por um motor. No caso das escovas de dentes ultrassônicas, os movimentos ultrassônicos são produzidos por um cristal piezoeléctrico. Uma escova de dentes elétrica moderna geralmente é alimentado por uma bateria recarregável, que é carregada através de carregamento indutivo quando a escova fica na base de carregamento entre os usos.
As escovas de dente elétricas podem ser classificadas de acordo com a frequência (velocidade) dos seus movimentos como escovas elétricas ordináras, sônicas ou ultrassônicas, dependendo se eles fazem movimentos que estão abaixo, dentro ou acima da faixa audível (20-20.000 Hz ou 2400-2.400.000 movimentos por minuto), respectivamente.

## História

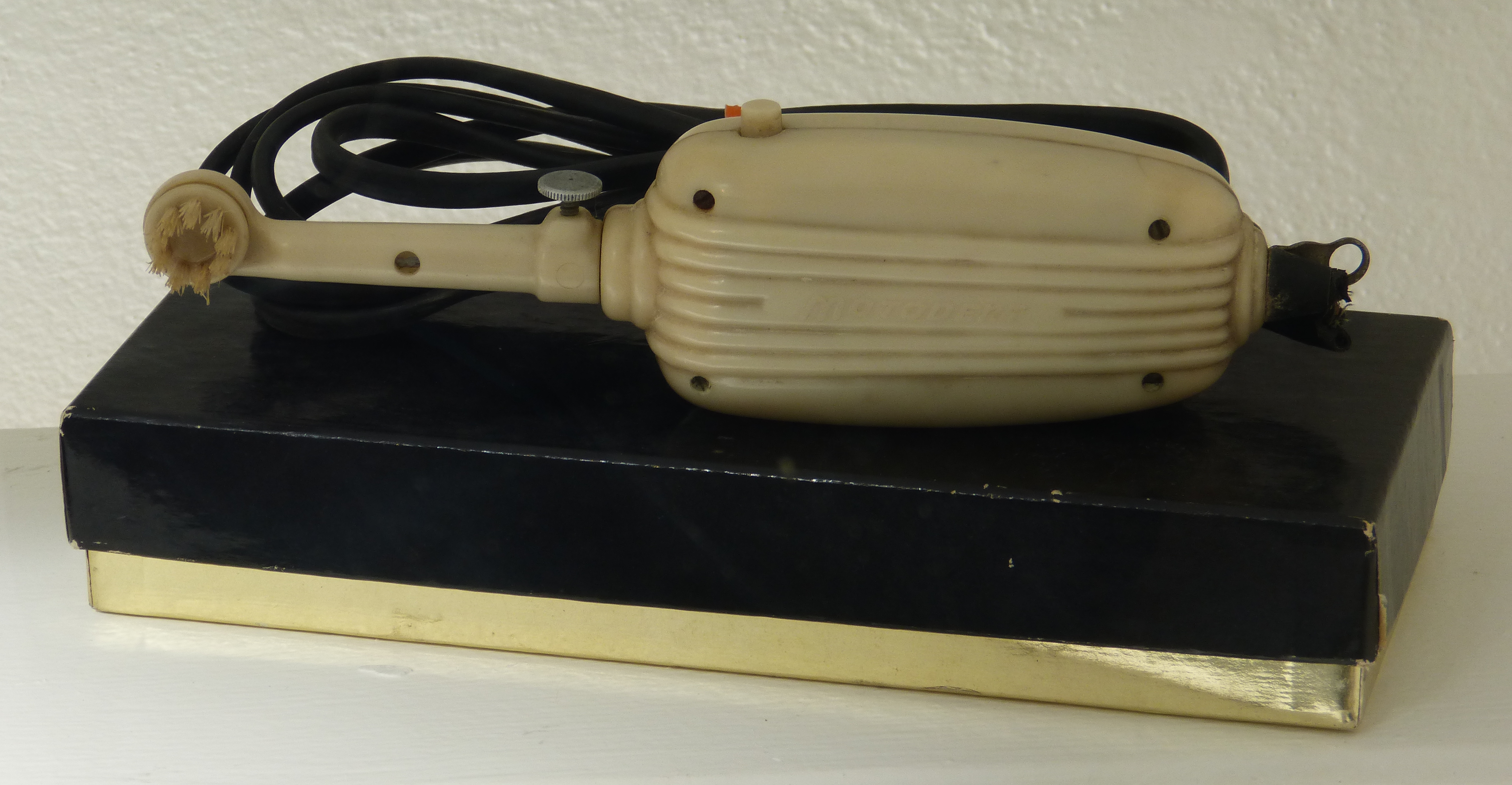
Escova dental elétrica de 1937

Em cerca de 1800, nos Estados Unidos da América, o Dr. George A. Scott alegou ter inventado uma escova de dentes elétrica. No entanto, ao contrário das atuais escovas, as do Dr. Scott simplesmente criavam forte corrente elétrica através das cerdas para quem a utilizava. O choque foi aparentemente uma forma de "promover a boa saúde".
A primeira escova de dentes elétrica, a Broxodent, foi concebida na Suíça em 1954 pelo Dr. Philippe-Guy Woog. Ela foi originalmente fabricado na Suíça (mais tarde na França) para Broxo SA. A escova de dentes foi projetado para ser conectado diretamente a uma tomada de parede padrão e funcionou em tensão de linha CA. Escovas de dente elétricas foram inicialmente criadas para pacientes com habilidades motoras limitadas e para pacientes ortodônticos.
A escova elétrica Broxo foi introduzida nos EUA por ER Squibb and Sons Pharmaceuticals em 1959. Após sua introdução, foi comercializada nos EUA por Squibb sob os nomes Broxo-Dent ou Broxodent. Na década de 1980 Squibb transferiu a distribuição dos produtos Broxodent à divisão Somerset Labs da Bristol Myers Squibb.
A General Electric Automatic Toothbrush (escova de dentes automática) foi introduzida na década de 1960; era sem fio com baterias NiCad recarregáveis, e embora portátil, era bastante volumosa, aproximadamente do tamanho de uma lanterna com duas pilhas D-cell. As baterias NiCad deste período sofreu com o efeito memória. Incluiu um suporte de carga que realizou a escova na posição vertical. A maioria das escovas foram mantidas no carregador, que não é a melhor maneira de obter a máxima vida útil de uma bateria de NiCad. Além disso, as baterias NiCad primeiras tenderam a ter tempos de vida curtos. Porque as baterias foram seladas no interior do dispositivo, toda a escova de dentes precisava ser descartada após a falha das baterias.
O uso de um aparelho de tensão de linha CA num ambiente de banho era problemático. No início da década de 1990 Underwriters Laboratories (UL) e a Associação Canadense de Padrões (CSA) deixou de certificar os aparelhos para uso do banheiro conectados diretamente à tensão AC. Os novos aparelhos tiveram que usar um transformador abaixador, permitindo a operação da escova de dentes a baixa voltagem (tipicamente 12, 16 ou 24 volts). Padrões de cabeamento em muitos países exigem que os estabelecimentos em áreas de banho devem ser protegidos por um dispositivo DR (por exemplo, exigido nos EUA desde os anos 1970 em as tomadas elétricas de banho em as novas construções).
Na década de 1990 houve problemas com a certificação de segurança do projeto original de Broxo. Além disso, a melhoria das escovas de dentes de baterias eram concorrentes de peso. Broxo SA ainda produz e comercializa um modelo de baixa tensão, mas a sua visibilidade pública nos EUA tem sido limitada em comparação com os grandes concorrentes, como as escovas Sonicare da Philips e as escovas Braun Oral-B.
A primeira escova dental ultrassônica, primeiro chamado Ultima e mais tarde Ultrasonex, foi patenteado nos EUA em 1992, mesmo ano em que a FDA (Administração de Drogas e Alimentos dos EUA) aprovou o produto para uso doméstico diário. O modelo intial de Ultima só fornecia ultrassom, mas alguns anos mais tarde, um motor foi adicionado para dar a escova Ultrasonex vibração sonora adicional. Hoje, várias escovas ultrassônicas fornecem simultaneamente ultrassom e vibrações sonoras.

## Tipos

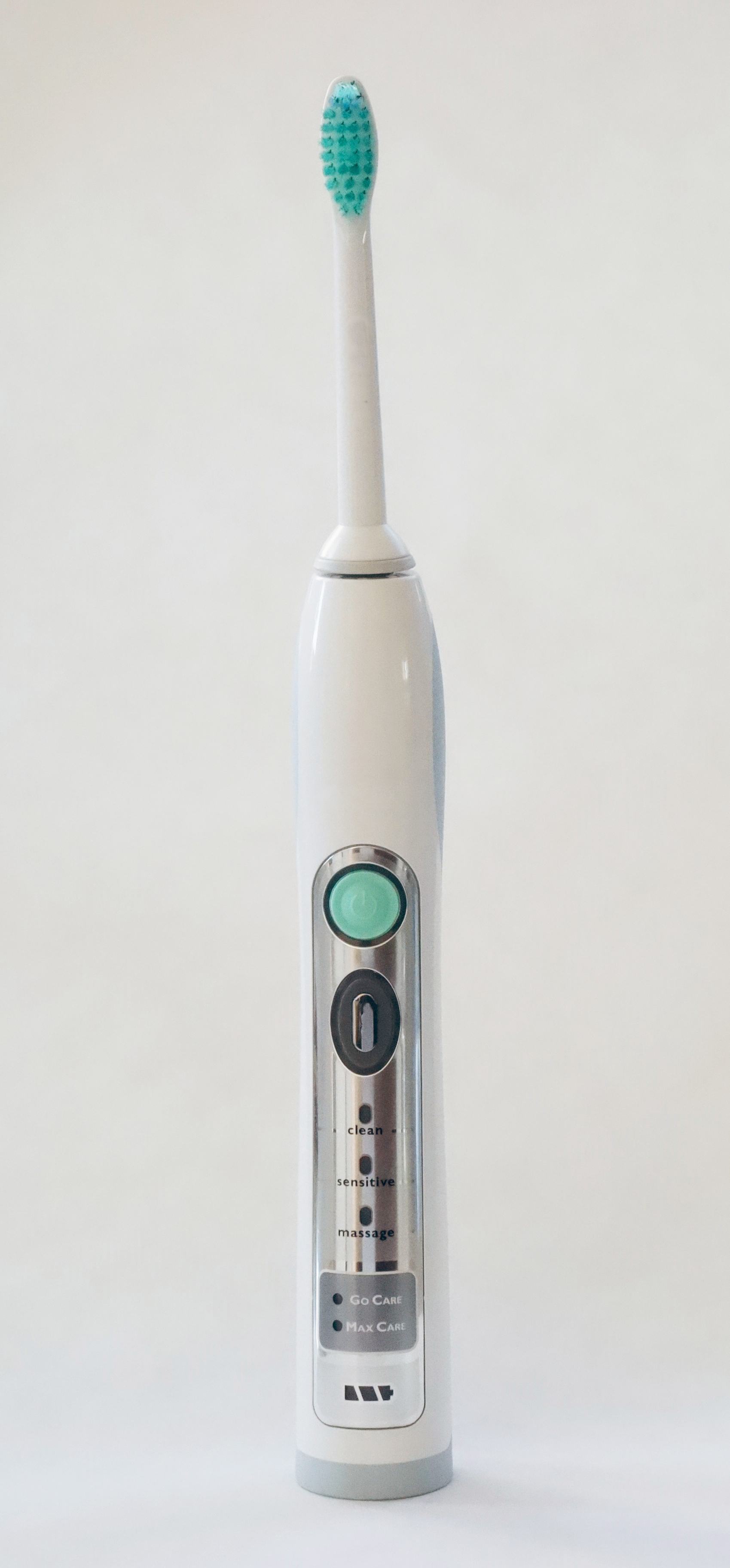
Escova sônica (Sonicare)

As escovas elétricas podem ser classificadas em duas categorias, de acordo com o tipo de movimento que eles fazem: vibração ou a rotação oscilatória. Ao utilizar uma escova de dentes de vibração, uma técnica de escovagem semelhante ao utilizado com uma escova de dentes manual é recomendado, enquanto que com uma escova que faz rotações oscilatórias, o método recomendado para a limpeza é simplesmente mover-se lentamente a escova de dente para dente.
As escovas de dentes elétricas também podem ser classificadas de acordo com a velocidade de seus movimentos como escovas elétricas ordinárias, escovas sônicas ou escovas ultrassônicas. Se os movimentos da escova são suficientemente rápidos para produzir um zumbido na faixa de frequência audível (20 Hz a 20.000 Hz), a escova pode ser classificada como uma escova sônica. Qualquer escova de dentes elétrica que faz movimentos mais rápidos do que esse limite pode ser classificada como uma escova ultrassônica. Certas escovas ultrassônicas, como a Megasonex ea Ultreo, fazem ambos os movimentos sônicos e ultrassônicos.

## Escova dental sônica
As escovas de dentes sônicas são um subconjunto das escovas de dente elétricas com movimentos que são rápidos o suficiente para produzir vibrações na faixa audível. A maioria das escovas de dentes eléctricas recarregáveis modernas de marcas como Sonicare e Oral-B se enquadram nesta categoria e, normalmente, têm frequências que variam de 200 a 400 Hz, que é 12.000-24.000 oscilações ou 24.000-48.000 movimentos por minuto. Porque as escovas de dentes sônicas dependem exclusivamente de movimentos arrebatadores para limpar os dentes, os movimentos que eles fornecem geralmente é alto em amplitude, o que significa que o comprimento dos movimentos arrebatadores que eles fazem é grande.

## Escova dental ultrassônica

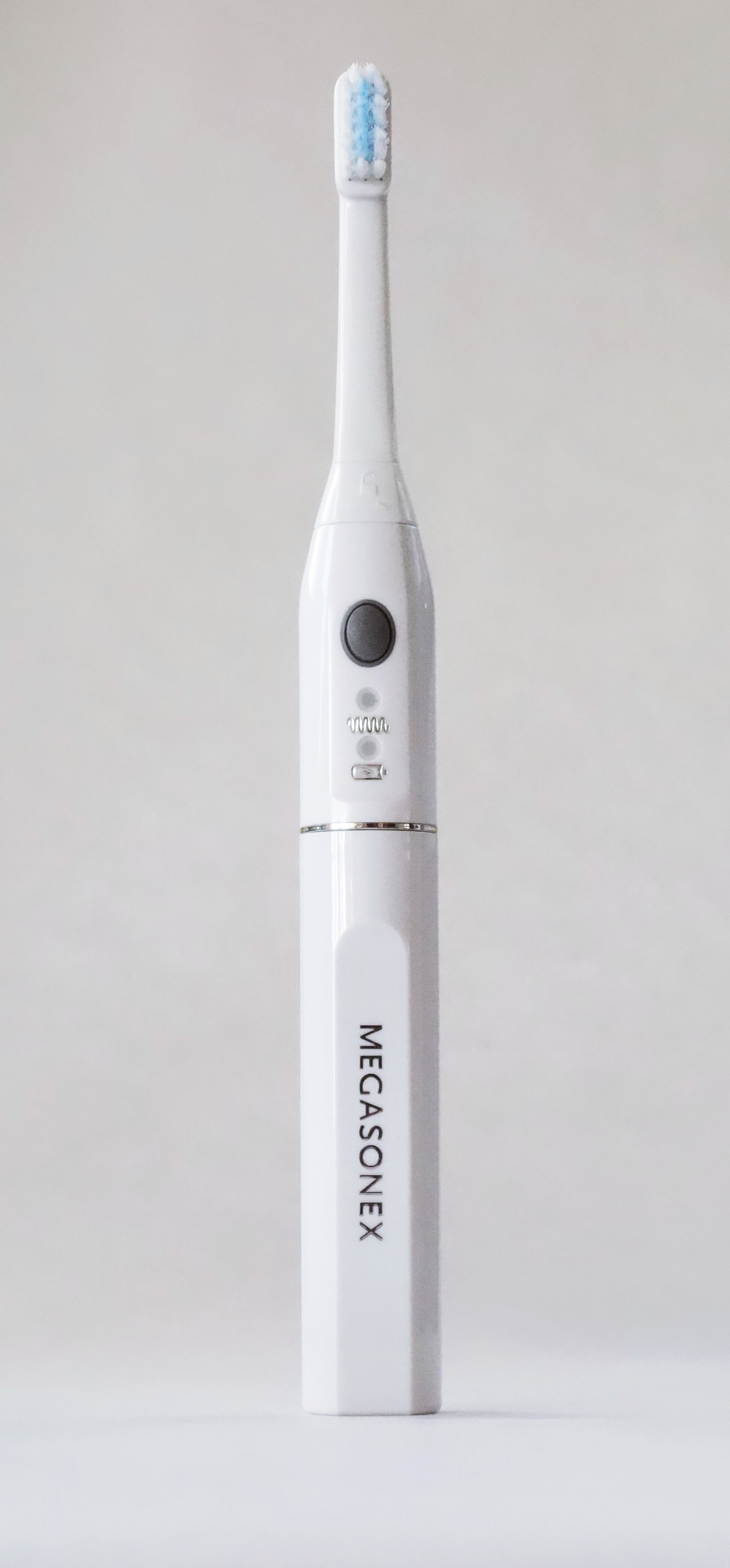
Escova dental ultrassônica (Megasonex)

Os mais recentes desenvolvimentos nesta área são as escovas de dentes ultrassônicas, que usam ondas ultrassônicas para limpar os dentes. Para que uma escova de dentes para ser considerado ultrassônica tem de emitir uma onda a uma frequência mínima de 20.000 Hz ou 2.400.000 movimentos por minuto. Normalmente, as escovas de dentes ultrassônicas aprovadas pelo FDA dos EUA operam a uma freqüência de 1,6 MHz, o que se traduz em 192 milhões movimentos por minuto.
As escovas de dentes ultrassônicas emitem vibrações de uma frequência muito alta, mas baixo em amplitude. Estas vibrações quebram as cadeias bacterianas que constituem a placa dentária e removem os seus métodos de ligação à superfície do dente, até 5 mm abaixo da linha das gengivas.
Algumas escovas ultrassônicas, como a Emmi-Dent, fornecem apenas ultrassons. Outras escovas ultrassônicas, tais como a Ultreo ea Megasonex, fornecem a vibração sônica adicional que varia de 9.000 a 40.000 movimentos por minuto, o que é comparável com a de uma escova sônica, a fim de proporcionar movimento de varrimento adicional, que facilita a remoção de partículas de alimentos e restos das cadeias bacterianas. A vibração sônica nessas escovas ultrassônicas pode ser menor em amplitude do que a encontrada em uma escova de dentes sônica comparável, devido ao fato de que as cadeias de bactérias não precisam ser removidos pela vibração sônica, simplesmente varridos, como eles já foram quebrados por as ultrassons.
Devido à semelhança entre os termos "ultrassônico" e "sônico", há alguma confusão no mercado e as escovas sônicas são frequentemente classificadas erroneamente como escovas ultrassônicas. Uma escova de dentes operando a uma frequência ou vibração inferior a 2.400.000 movimentos por minuto (20.000 Hz) é uma escova "sônica". Ela é chamada "sônica" porque a sua frequência de operação, por exemplo, 31.000 movimentos por minuto, está dentro da faixa de audição humana de entre cerca de 20 Hz até cerca de 20.000 Hz. Apenas uma escova que emite as ultrassons, ou a vibração em uma freqüência maior do que o limite superior da audição humana, tecnicamente pode ser chamado de uma escova "ultrassônica".

## Eficácia
Foram feitas afirmações que as escovas elétricas são mais eficazes que as manuais como elas são menos dependentes da técnica de escovação pessoal do paciente. Alguns dentistas também afirmam que ajudam as crianças a superar o seu medo do dentista. Vários estudos constatam que a maioria das escovas elétricas não são mais eficazes que as manuais, assumindo que os usuários das escovas manuais escovam de forma eficaz. A exceção são os modelos de "rotatividade-oscilante", incluindo muitas das escovas eléctricas fabricadas pela Braun e Oral-B série, mas ainda assim, esta escova efetua apenas limpeza marginalmente melhor do que uma escova manual é utilizada é de uma importância maior do que a escolha da escova. Para alguns pacientes com destreza manual limitada no entanto, dentistas vêem nas elétricas uma alternativa favorável.
Uma revisão recente realizado por Cochrane demonstrou nova evidência que sugere uma maior eficácia das escovas elétricas, em comparação com os manuais. O acúmulo de placa e a inflamação gengival foi reduzido em 11% e 6%, respectivamente, após 1-3 meses de uso. Depois de três meses de uso, a redução observada foi maior: uma redução de 21% da placa bacteriana e 11% da inflamação gengival.  Além disso, os ultrassom de uma escova dental ultrassônica comercialmente disponível tem sido mostrado para quebrar a placa bacteriana formada por cadeias das bactérias cariogênicas Streptococcus mutans, destruindo as suas paredes celulares e removendo os seus métodos de fixação à superfície do esmalte, a uma distância de 5 mm da placa.
A eficácia de uma escova de dentes elétrica depende não só do seu tipo de movimento e sobre o uso correto, mas também sobre a condição da cabeça da escova. A maioria dos fabricantes recomendam substituir as cabeças da escova a cada três a seis meses, no mínimo, ou logo que a cabeça da escova tem visivelmente deteriorada.

## Fonte de energia e carregamento
As escovas elétricas modernas usam baixa tensão, 12V ou menos. Algumas utilizam transformadores abaixadores para alimentar a escova, mas a maioria utilizam baterias, geralmente, mas nem sempre recarregáveis e não substituíveis, encaixadas dentro do punho da escova, que é hermeticamente fechado para evitar danos causados pela água. Embora as escovas de bateria primeiras utilizavam abas de metal para se conectar com a base de carregamento, as escovas modernas usam carregamento indutivo sem contato: o cabo da escova ea suporte de carga cada um contém uma bobina de fio; quando colocados na proximidade uns dos outros, a bobina alimentada do suporte de carga por indução transfere energia para o cabo da escova, carregando a bateria.

## Características opcionais

### Temporizador
Muitas escovas elétricas modernas têm um temporizador que vibra, ou brevemente interrompe o poder, normalmente depois de dois minutos, e às vezes a cada 30 segundos. Isto é associado com uma recomendação habitual para escovar durante dois minutos, 30 segundos para cada um dos quatro quadrantes da boca.

### Tela
Algumas escovas de dente elétricas têm telas de LCD que mostram o tempo de escovação e, por vezes, ícones da cara do smiley ou outras imagens para incentivar a escovação ideal. Essas características poderiam incentivar as pessoas a escovar com mais precisão.

### Sensor de pressão
Escovar os dentes de forma muito agressiva pode causar danos ao esmalte e as gengivas. A maioria das escovas sônicas modernas de alta qualidade possuem um sensor de pressão, o que impede os usuários de escovar demasiado agressivamente. Existem dois tipos de sensores de pressão. Alguns sensores produzem um aviso sonoro e outros param imediatamente os movimentos da escova sônica quando é usada de forma muito agressiva.

### Indicador de ultrassom
Devido ao facto de que as frequências ultrassônicas estão fora da gama audível e a amplitude dos movimentos emitidos por uma escova de dentes ultrassônica é tipicamente demasiada pequena para ser percebida, o ultrassom é imperceptível para os seres humanos e não pode ser evidente que uma escova emitindo ultrassom está ligada. Certas escovas ultrassônicas incluem um indicador para notificar o paciente de que o ultrassom está sendo emitido.

### Modos de limpeza
A maioria das escovas de dentes sônicas oferecem diferentes modos de limpeza e níveis de intensidade. Os modos de limpeza são projetados para tipos especiais de limpeza. Alguns dos mais conhecidos são: Sensível, Cuidados diário, Whitening e Limpeza da língua.
Alguns escovas de dentes que oferecem tanto ultrassons e movimentos sônicos permitem a intensidade dos movimentos sonoros a ser reduzida, ou mesmo para o movimento sonoro a ser desligado completamente de modo que apenas o ultrassom é emitido. Desde os movimentos ultrassônicos são muito baixos em amplitude, este modo pode ser recomendado para pacientes que não podem ser candidatos adequados para a vibração típica de uma escova de dentes sônica ou elétrica, mas que precisam do poder de limpeza adicional de uma escova de dentes ultrassônico, como pacientes que passaram recentemente por cirurgia periodontal.